# Cattedrali in Indonesia
Questa è una lista delle cattedrali dell'Indonesia.

## Cattedrali cattoliche
| Cattedrale                                             | Arcidiocesi o Diocesi       | Località       | Immagine |
| ------------------------------------------------------ | --------------------------- | -------------- | -------- |
| Cattedrale di Cristo Re                                | Arcidiocesi di Ende         | Ende           |          |
| Cattedrale dello Spirito Santo                         | Diocesi di Denpasar         | Denpasar       |          |
| Cattedrale dello Spirito Santo                         | Diocesi di Labuan Bajo      | Labuan Bajo    |          |
| Cattedrale della Regina del Rosario                    | Diocesi di Larantuka        | Larantuka      |          |
| Cattedrale di San Giuseppe                             | Diocesi di Maumere          | Maumere        |          |
| Cattedrale di San Giuseppe e Santa Maria Assunta       | Diocesi di Ruteng           | Ruteng         |          |
| Cattedrale di Santa Maria                              | Arcidiocesi di Giacarta     | Giacarta       |          |
| Cattedrale di San Pietro                               | Diocesi di Bandung          | Bandung        |          |
| Cattedrale di Santa Maria                              | Diocesi di Bogor            | Bogor          |          |
| Cattedrale di Cristo Re                                | Arcidiocesi di Kupang       | Kupang         |          |
| Cattedrale dell'Immacolata Concezione di Maria Vergine | Diocesi di Atambua          | Atambua        |          |
| Cattedrale dello Spirito Santo                         | Diocesi di Weetebula        | Weetebula      |          |
| Cattedrale del Sacro Cuore di Gesù                     | Arcidiocesi di Makassar     | Makassar       |          |
| Cattedrale di San Francesco Saverio                    | Diocesi di Amboina          | Ambon          |          |
| Cattedrale del Cuore Immacolato di Maria               | Diocesi di Manado           | Manado         |          |
| Cattedrale di Santa Maria                              | Arcidiocesi di Medan        | Medan          |          |
| Cattedrale di Santa Teresa                             | Diocesi di Padang           | Padang         |          |
| Cattedrale di Santa Teresa di Lisieux                  | Diocesi di Sibolga          | Sibolga        |          |
| Cattedrale di San Francesco Saverio                    | Arcidiocesi di Merauke      | Merauke        |          |
| Cattedrale della Santa Croce                           | Diocesi di Agats            | Agats          |          |
| Cattedrale di Cristo Re                                | Diocesi di Jayapura         | Jayapura       |          |
| Cattedrale di Cristo Re                                | Diocesi di Manokwari-Sorong | Sorong         |          |
| Cattedrale dei Re Magi                                 | Diocesi di Timika           | Timika         |          |
| Cattedrale di Santa Maria                              | Arcidiocesi di Palembang    | Palembang      |          |
| Cattedrale di San Giuseppe                             | Diocesi di Pangkalpinang    | Pangkal Pinang |          |
| Cattedrale di Cristo Re                                | Diocesi di Tanjungkarang    | Tanjungkarang  |          |
| Cattedrale di San Giuseppe                             | Arcidiocesi di Pontianak    | Pontianak      |          |
| Cattedrale di Santa Gemma Galgani                      | Diocesi di Ketapang         | Ketapang       |          |
| Cattedrale del Sacro Cuore di Gesù                     | Diocesi di Sanggau          | Sanggau        |          |
| Cattedrale di Cristo Re                                | Diocesi di Sintang          | Sintang        |          |
| Cattedrale di Santa Maria                              | Arcidiocesi di Samarinda    | Samarinda      |          |
| Cattedrale della Sacra Famiglia                        | Diocesi di Banjarmasin      | Banjarmasin    |          |
| Cattedrale di Santa Maria                              | Diocesi di Palangkaraya     | Palangkaraya   |          |
| Cattedrale di Santa Maria Assunta                      | Diocesi di Tanjung Selor    | Tanjung Selor  |          |
| Cattedrale del Santo Rosario                           | Arcidiocesi di Semarang     | Semarang       |          |
| Cattedrale della Madonna del Carmine                   | Diocesi di Malang           | Malang         |          |
| Cattedrale di Cristo Re                                | Diocesi di Purwokerto       | Purwokerto     |          |
| Cattedrale del Sacro Cuore di Gesù                     | Diocesi di Surabaya         | Surabaya       |          |